# أليكس غاردنر
أليكس غاردنر (بالإنجليزية: Alex Gardner)‏ (1877 في المملكة المتحدة - 1952 في المملكة المتحدة) هو مدرب كرة قدم ولاعب كرة قدم بريطاني (وحمل سابقاً جنسية المملكة المتحدة لبريطانيا العظمى وأيرلندا) في مركز نصف الجناح. لعب مع نيوكاسل يونايتد.